# Lista de termos wiccanos
Esta é uma lista de termos usados ou derivados da religião Wicca, normalmente usados em suas línguas de origem. O propósito principal desta lista é desambiguar grafias diferentes, definir o conceito em uma ou duas linhas, tornar fácil a localização do conceito que o utilizador esteja procurando e prover um guia centralizado para os conceitos Wiccanos.
Em alguns casos, pode ser difícil separar os conceitos Wiccanos de conceitos específicos da cultura celta, de outras formas de Neopaganismo ou magia ritual. Muitos desses conceitos têm um significado específico quando utilizados em relação à Wicca.
Utilizadores devem notar que a língua gaélica (de onde vêm muitos dos termos Wiccanos) não possuía alfabeto próprio e que sua transliteração para o alfabeto romano pode gerar grafias diferentes para o mesmo conceito.
Foram também incluídos nesta lista termos utilizados por religiões próximas à Wicca, como o Druidismo, e que comumente podem ser confundidas com práticas wiccanas.

## A
- Amuleto - objeto natural que visa atrair sorte ao seu portador.
- Akasha- a essencia primodial.
- Athame - Instrumento mágico, constitui-se numa pequena adaga ou punhal, quase sempre de dois gumes, normalmente utilizado para representação do elemento Ar, ou do princípio masculino. Algumas tradições utilizam o Athame como representação do elemento Fogo.

## B
- Banir - mandar embora, retirar.
- Bastão - Instrumento mágico, normalmente utilizado para representação do elemento Fogo, ou do princípio masculino. Algumas tradições utilizam o Bastão como representação do elemento Ar.
- Beltane - Sabbat comemorativo do auge da Primavera, união da Deusa com o Deus
- Bolline - Instrumento mágico, constitui-se em uma faca ou pequena foice, normalmente utilizada para o corte de substâncias utilizadas em feitiços e encantamentos.

## C
- Caldeirão - Instrumento mágico, normalmente utilizado para concocção de poções ou infusões, para a queima de substâncias ou como representação do princípio feminino. Neste último caso, alguns bruxos usam um caldeirão de três pés, representando as três faces da Deusa.
- Cálice - Instrumento mágico, normalmente utilizado para representação da elemento Água, e do princípio feminino.
- Cornífero, Deus - Representação do Deus, cultuada em alguns ritos wiccanos. "Cornífero" significa "portador de chifres" em latim.
- Cone de Poder - energia mágica elevada e dirigida a um objetivo dentro dos rituais.
- Consagração - ato de tornar algo abençoado, sagrado.
- Corpo Astral - a contraparte espiritual do corpo físico.
- Coven - Grupo organizado para a prática da Wicca, normalmente com ritos próprios ao Coven.
- Coventículo - o mesmo que Coven.

## D
- Dianismo, Tradição - Tradição cujo culto é, em algum grau, mais focado na Deusa que no Deus.
- Druidismo - A visão tradicional mostra os druidas como sacerdotes, mas isso na verdade não é comprovado pelos textos clássicos, que os apresentam na qualidade de filósofos (embora presidissem cerimônias religiosas, o que pode soar conflitante). Se levarmos em conta que o druidismo era uma religião natural, da terra, e não uma religião revelada (como o Islamismo ou o Cristianismo), os druidas assumem então o papel de diretores espirituais do ritual, conduzindo a realização dos ritos, e não de mediadores entre Deus e o homem.
- Deus, O - O Deus Cornífero é o Deus fálico da fertilidade. Geralmente é representado como um homem de barba com casco e chifres. Ele é o guardião das entradas e do círculo mágico que é traçado para o ritual começar. É o Deus pagão dos bosques, o rei do carvalho e do azevinho e senhor das matas. É o Deus que morre e sempre renasce. Seus ciclos de morte e vida representam nossa própria existência.
- Deusa, A - A Deusa é a energia Geradora do Universo, é associada aos poderes noturnos, a Lua, à intuição, aos lado inconsciente, a tudo aquilo que deve ser desvendado, daí o mito da eterna Ísis com o véu que jamais deve ser desvelado. A Lua jamais morre, mas muda de fase a cada 7 dias, representando os mistérios da eternidade e mutação. Por isso a Deusa é chamada de a "DEUSA TRÍPLICE DO CÍRCULO DO RENASCIMENTO", pois também muda de face, assim como a Lua, e se mostra aos homens de três diferentes formas como: A VIRGEM, A MÃE e A ANCIÃ. Isso não difícil de se entender, pois dentro de Wicca todos os vários Deuses e as múltiplas faces e aspectos da Deusa, nada mais são do que a personificação e atributos da Grande Divindade Universal.
- Dragões - Entidades a que alguns praticantes de Wicca atribuem poderes sobre determinadas áreas de atuação mágica ou natural.

## E
- Elders - cargo dentro de um coven.
- Esbat - Rituais em honra à Deusa, normalmente nas noites de Lua Cheia. Algumas tradições chamam também de Esbat rituais realizados nas demais fases da lua.
- Eneagrama- A palavra Eneagrama origina-se do grego, "enneas", que significa "nove" e "grammos" que significa "pontos". É representado por um símbolo que tem uma circunferência com nove pontos e linhas que se interligam, formando uma estrela.
- Equinócios - (de primavera / Ostara e outono / Mabon), o dia e a noite têm a mesma duração, ambos com 12 horas exatas de claridade e escuridão.
- Espada - Pertencente ao elemento ar tem função semelhante ao Athame.

## F
- Fadas - Entidades a que alguns praticantes Wiccanos atribuem poderes sobre determinadas áreas de atuação mágica ou natural.
- Faery Wicca - Nome de uma Tradição, traduzida normalmente como Wicca das Fadas. Além disso, diz-se de toda prática Wiccana conectada a Fadas.

## G
- Grove - Grupo organizado de Covens
- Gardnerianismo

## I
- Imbolc - Sabbat comemorativo do fim do Inverno e início da primavera

## L
- Lammas - Outro nome para o Lughnasadh
- Livro das Sombras -  Diário usado por praticantes de magia ritual para registrar rituais, feitiços, e seus resultados, bem como outras informações mágicas.
- Litha - Sabbat comemorativo do solstício de Verão
- Lughnasadh - Sabbat comemorativo do auge do Verão

## M
- Mabon - Sabbat comemorativo do equinócio de Outono

- May Pole - (Do Inglês - Mastro de Maio) O May pole é um tronco que é utilizado em Beltane, no qual se prendem fitas coloridas e simbólicas da celebração e realizam danças em torno do mesmo (geralmente mulheres num sentido e homens no oposto), trançando assim as fitas nele. O mastro torna-se um símbolo masculino (o falo) enquanto as fitas o símbolo feminino (vulva), pode-se observar noutras culturas simbologias paralelas como o hexagrama (Estrela de seis pontas, os dois triângulos que mostra o feminino e masculino unidos). Representa deste modo a união do deus e da deusa no auge de Beltane. Durante a dança alem da simbologia da mesma os seus praticantes costumam realizar os seus pedidos.

## N
- Neófito - um novato nos conceitos wiccans, aquele que se apenas é adepto ou se está a preparar para a iniciação.
- Neopaganismo - Nome dado ao conjunto de religiões que buscam recriar, reinstaurar ou reproduzir as antigas religiões pagãs

## O
- Ostara - Sabbat comemorativo do equinócio da Primavera

## P
- Pantáculo - Símbolos que funcionam como emissores fluídicos de desejos aos planos sutis. Formas ou desenhos sintetizadores de votos ou desejos.
- Pentáculo - Símbolo usado como instrumento mágico, podendo ser usado também como emblema de fé pela maioria dos praticantes da Wicca. Consiste de um pentagrama inscrito em um círculo.
- Pentagrama - É uma estrela de 5 pontas entrelaçadas.
- Politeísmo - Sistema de crença baseado em muitas Divindades.
- Postulante - Um Neófito.

## R
- Rede Wicca - Código de ética fundamental da Wicca, também designado por Conselho Wicca
- Roda do Ano - Ciclo natural das estações, comemorado nos Sabbats.

## S
- Sabbat -  Festivais sazonais, em honra ao Deus, comemorativos da Roda do Ano.
- Samhain - Sabbat comemorativo do auge do Outono. (Também conhecido como Halloween)
- Solitário - Praticante solitário. (fora de um coven)
- Stregheria- Stregheria, Stregoneria ou Bruxaria Italiana são os nomes dados a Velha Religião (Vecchia Religione) da região da Itália. Culto Pagão com origens nos velhos Mistérios Egeu-Mediterrâneos, a Stregheria é uma Religião Iniciática composta de diversos Clãs (Tradições), na maioria Hereditários e extremamente herméticos. Vale ressaltar que Stregheria, ao contrário do que muitos erroneamente pensam, não é Tradição de Wicca.
- Solstícios - são os dias em que começam as estações do ano, e estas existem graças à inclinação do eixo da Terra e do movimento dela ao redor do sol. O solstício de verão  (Litha) é o dia mais longo do ano, quando temos um período de claridade muito maior do que de escuridão; o solstício de inverno (Yule) é o dia mais curto do ano, quando temos um período de escuridão muito maior do que de claridade.
- Sacerdote/Sacerdotisa - Pessoa que foi iniciada na Arte, mas não necessariamente possui todos os graus, e caso não os possua, não poderá iniciar outros.
- Alto Sacerdote/Alta Sacerdotisa - Sacerdote (isa) que possui todos os níveis ou graus de iniciação e que preside os rituais de um coven, tendo o direito de iniciar outros.

## T
- Tradição - Grupo organizado para a prática da Wicca, normalmente com ritos próprios à Tradição. Pode englobar vários Groves, Covens, Círculos e/ou praticantes solitários.
- Trivia - Tradição Wiccana que acredita no Deus e na Deusa com três faces e com uma mesma importância.

## V
- Vanatru - Religião que cultua o Panteão Vanir.
- Vassoura - Vassoura comum ou especial, consagrada ao uso mágico
- Vestuário - Vestimentas utilizadas ritualmente

## W
- Wicca - nome da religião vivificada por Gerald B. Gardner. Não confundir com Neopaganismo, tronco cultural/religioso que abrange, dentre outras religiões, a Wicca.

## X
- Xandrianismo

## Y
- Yule - Sabbat comemorativo do solstício de Inverno